# 2011-es Vuelta ciclista a España
A 2011-es Vuelta a España augusztus 20-án kezdődött Benidormban és szeptember 11-én fejeződött be Madridban. A verseny 23 napja alatt 3295 km-t tettek meg a kerekesek.

## Részt vevő csapatok
| - Amerikai Egyesült Államok BMC Racing Team (BMC) Team Garmin–Cervélo (GRM) HTC–Highroad (THR) Team RadioShack (RSH) - Belgium Omega Pharma–Lotto (OLO) Quick Step (QST) - Dánia Saxo Bank–SunGard (SBS) - Egyesült Királyság Sky Procycling (SKY) - Franciaország AG2R La Mondiale (ALM) Cofidis (COF) - Hollandia Rabobank (RAB) Skil–Shimano (SKS) Vacansoleil–DCM (VCD) | - Kazahsztán Pro Team Astana (AST) - Luxemburg Team Leopard–Trek (LEO) - Olaszország Lampre–ISD (LAM) Liquigas–Cannondale (LIQ) - Oroszország Katyusa (KAT) - Spanyolország Andalucía–Caja Granada (ACG) Euskaltel–Euskadi (EUS) Geox–TMC (GEO) Movistar Team (MOV) |

## Szakaszok
| Szakasz   | Végpontok                         | Végpontok                              | Hossz     | Jelleg          | Időpont                  |
| Szakasz   | Rajt                              | Cél                                    | Hossz     | Jelleg          | Időpont                  |
| --------- | --------------------------------- | -------------------------------------- | --------- | --------------- | ------------------------ |
| 1.        | Benidorm                          | Benidorm                               | 16 km     | csapatidőfutam  | augusztus 20., szombat   |
| 2.        | La Nucía                          | Playas de Orihuela                     | 171,5 km  | sík szakasz     | augusztus 21., vasárnap  |
| 3.        | Petrer                            | Totana                                 | 164,0 km  | sík szakasz     | augusztus 22., hétfő     |
| 4.        | Baza                              | Sierra Nevada                          | 172,0 km  | hegyi szakasz   | augusztus 23., kedd      |
| 5.        | Sierra Nevada                     | Valdepeñas de Jaén                     | 200,0 km  | sík szakasz     | augusztus 24., szerda    |
| 6.        | Úbeda                             | Córdoba                                | 185,7 km  | sík szakasz     | augusztus 25., csütörtök |
| 7.        | Almadén                           | Talavera de la Reina                   | 185,0 km  | sík szakasz     | augusztus 26., péntek    |
| 8.        | Talavera de la Reina              | San Lorenzo de El Escorial             | 182,0 km  | hegyi szakasz   | augusztus 27., szombat   |
| 9.        | Villacastín                       | Sierra de Bejar. La Covatilla          | 179,5 km  | hegyi szakasz   | augusztus 28., vasárnap  |
| 10.       | Salamanca                         | Salamanca                              | 40,0 km   | egyéni időfutam | augusztus 29., hétfő     |
| pihenőnap | pihenőnap                         | pihenőnap                              | pihenőnap | pihenőnap       | augusztus 30., kedd      |
| 11.       | Verín                             | Estación de Esquí Alto de la Manzaneda | 171,0 km  | hegyi szakasz   | augusztus 31., szerda    |
| 12.       | Ponteareas                        | Pontevedra                             | 160,0 km  | sík szakasz     | szeptember 1., csütörtök |
| 13.       | Sarria                            | Ponferrada                             | 150,0 km  | hegyi szakasz   | szeptember 2., péntek    |
| 14.       | Astorga                           | La Farrapona. Lagos de Somiedo         | 173,2 km  | hegyi szakasz   | szeptember 3. szombat    |
| 15.       | Avilés                            | Anglirú                                | 144,0 km  | hegyi szakasz   | szeptember 4. vasárnap   |
| pihenőnap | pihenőnap                         | pihenőnap                              | pihenőnap | pihenőnap       | szeptember 5., hétfő     |
| 16.       | Villa Romana La Olmeda (Palencia) | Haro                                   | 180,0 km  | sík szakasz     | szeptember 6., kedd      |
| 17.       | Faustino V                        | Peña Cabarga                           | 212,5 km  | hegyi szakasz   | szeptember 7., szerda    |
| 18.       | Solares                           | Noja                                   | 169,7 km  | hegyi szakasz   | szeptember 8., csütörtök |
| 19.       | Noja                              | Bilbao                                 | 157,9 km  | sík szakasz     | szeptember 9., péntek    |
| 20.       | Bilbao                            | Vitoria                                | 187,0 km  | hegyi szakasz   | szeptember 10., szombat  |
| 21.       | Circuito Permanente del Jarama    | Madrid                                 | 94,0 km   | sík szakasz     | szeptember 11. vasárnap  |

## A különböző trikók tulajdonosai
| Szakasz     | Győztes            | Összetett         | Pontverseny        | Hegyi verseny    | Kombinált verseny | Csapatverseny     |
| ----------- | ------------------ | ----------------- | ------------------ | ---------------- | ----------------- | ----------------- |
| 1           | Team Leopard–Trek  | Jakob Fuglsang    | nem osztanak       | nem osztanak     | nem osztanak      | Team Leopard–Trek |
| 2           | Christopher Sutton | Daniele Benatti   | Christopher Sutton | Paul Martens     | Jesús Rosendo     | Team Leopard–Trek |
| 3           | Pablo Lastras      | Pablo Lastras     | Pablo Lastras      | Pablo Lastras    | Pablo Lastras     | Movistar Team     |
| 4           | Daniel Moreno      | Sylvain Chavanel  | Pablo Lastras      | Daniel Moreno    | Daniel Moreno     | Team RadioShack   |
| 5           | Joaquim Rodríguez  | Sylvain Chavanel  | Daniel Moreno      | Daniel Moreno    | Daniel Moreno     | Team RadioShack   |
| 6           | Peter Sagan        | Sylvain Chavanel  | Joaquim Rodríguez  | Daniel Moreno    | Daniel Moreno     | Team RadioShack   |
| 7           | Marcel Kittel      | Sylvain Chavanel  | Peter Sagan        | Daniel Moreno    | Daniel Moreno     | Team RadioShack   |
| 8           | Joaquim Rodríguez  | Joaquim Rodríguez | Joaquim Rodríguez  | Daniel Moreno    | Daniel Moreno     | Team RadioShack   |
| 9           | Daniel Martin      | Bauke Mollema     | Joaquim Rodríguez  | Daniel Martin    | Bauke Mollema     | Geox–TMC          |
| 10          | Tony Martin        | Chris Froome      | Joaquim Rodríguez  | Daniel Martin    | Bauke Mollema     | Team Leopard–Trek |
| 11          | David Moncoutie    | Bradley Wiggins   | Joaquim Rodríguez  | Matteo Montaguti | Bauke Mollema     | Team RadioShack   |
| 12          | Peter Sagan        | Bradley Wiggins   | Joaquim Rodríguez  | Matteo Montaguti | Bauke Mollema     | Team RadioShack   |
| 13          | Michael Albasini   | Bradley Wiggins   | Joaquim Rodríguez  | David Moncoutie  | Daniel Moreno     | Team RadioShack   |
| 14          | Rein Taaramäe      | Bradley Wiggins   | Joaquim Rodríguez  | David Moncoutie  | Bauke Mollema     | Geox–TMC          |
| 15          | Juan José Cobo     | Juan José Cobo    | Joaquim Rodríguez  | David Moncoutie  | Juan José Cobo    | Geox–TMC          |
| 16          | Juan José Haedo    | Juan José Cobo    | Joaquim Rodríguez  | David Moncoutie  | Juan José Cobo    | Geox–TMC          |
| 17          | Chris Froome       | Juan José Cobo    | Bauke Mollema      | David Moncoutie  | Juan José Cobo    | Geox–TMC          |
| 18          | Francesco Gavazzi  | Juan José Cobo    | Joaquim Rodríguez  | David Moncoutie  | Juan José Cobo    | Geox–TMC          |
| 19          | Igor Antón         | Juan José Cobo    | Joaquim Rodríguez  | David Moncoutie  | Juan José Cobo    | Geox–TMC          |
| 20          | Daniele Bennati    | Juan José Cobo    | Joaquim Rodríguez  | David Moncoutie  | Juan José Cobo    | Geox–TMC          |
| 21          | Peter Sagan        | Juan José Cobo    | Bauke Mollema      | David Moncoutie  | Juan José Cobo    | Geox–TMC          |
| Végeredmény | Végeredmény        | Juan José Cobo    | Bauke Mollema      | David Moncoutie  | Juan José Cobo    | Geox–TMC          |

## Végeredmény
Összetett
| Hely | Versenyző             | Csapat              | Idő         |
| ---- | --------------------- | ------------------- | ----------- |
| 1.   | Juan José Cobo        | Geox–TMC            | 84h 59' 31" |
| 2.   | Chris Froome          | Sky Procycling      | + 13"       |
| 3.   | Bradley Wiggins       | Sky Procycling      | + 1' 39"    |
| 4.   | Bauke Mollema         | Rabobank            | + 2' 03"    |
| 5.   | Gyenyisz Menysov      | Geox–TMC            | + 3' 48"    |
| 6.   | Maxime Monfort        | Team Leopard–Trek   | + 4' 13"    |
| 7.   | Vincenzo Nibali       | Liquigas–Cannondale | + 4' 31"    |
| 8.   | Jurgen Van den Broeck | Omega Pharma–Lotto  | + 4' 45"    |
| 9.   | Daniel Moreno         | Katyusa             | + 5' 20"    |
| 10.  | Mikel Nieve           | Euskaltel–Euskadi   | + 5' 33"    |

Pontverseny
| Hely | Versenyző         | Csapat              | Pont |
| ---- | ----------------- | ------------------- | ---- |
| 1.   | Bauke Mollema     | Rabobank            | 122  |
| 2.   | Joaquim Rodríguez | Katyusa             | 115  |
| 3.   | Daniele Bennati   | Team Leopard–Trek   | 101  |
| 4.   | Peter Sagan       | Liquigas–Cannondale | 100  |
| 5.   | Juan José Cobo    | Geox–TMC            | 92   |
| 6.   | Chris Froome      | Sky Procycling      | 88   |
| 7.   | Daniel Moreno     | Katyusa             | 83   |
| 8.   | Wouter Poels      | Vacansoleil–DCM     | 71   |
| 9.   | Daniel Martin     | Team Garmin–Cervélo | 70   |
| 10.  | Bradley Wiggins   | Sky Procycling      | 69   |

Hegyi pontverseny
| Hely | Versenyző            | Csapat              | Pont |
| ---- | -------------------- | ------------------- | ---- |
| 1.   | David Moncoutié      | Cofidis             | 63   |
| 2.   | Matteo Montaguti     | AG2R La Mondiale    | 56   |
| 3.   | Juan José Cobo       | Geox–TMC            | 42   |
| 4.   | Daniel Martin        | Team Garmin–Cervélo | 33   |
| 5.   | Daniel Moreno        | Katyusa             | 32   |
| 6.   | David de la Fuente   | Geox–TMC            | 24   |
| 7.   | Nico Sijmens         | Cofidis             | 22   |
| 8.   | Chris Froome         | Sky Procycling      | 21   |
| 9.   | Chris Anker Sørensen | Saxo Bank–SunGard   | 20   |
| 10.  | Koen de Kort         | Skil–Shimano        | 19   |

Kombinált verseny
| Hely | Versenyző            | Csapat              | Pont |
| ---- | -------------------- | ------------------- | ---- |
| 1.   | Juan José Cobo       | Geox–TMC            | 9    |
| 2.   | Chris Froome         | Sky Procycling      | 16   |
| 3.   | Bauke Mollema        | Rabobank            | 17   |
| 4.   | Daniel Moreno        | Katyusa             | 21   |
| 5.   | Daniel Martin        | Team Garmin–Cervélo | 26   |
| 6.   | Wouter Poels         | Vacansoleil–DCM     | 38   |
| 7.   | Bradley Wiggins      | Sky Procycling      | 39   |
| 8.   | Joaquim Rodríguez    | Katyusa             | 48   |
| 9.   | Chris Anker Sørensen | Saxo Bank–SunGard   | 51   |
| 10.  | Gyenyisz Menysov     | Geox–TMC            | 52   |

Csapatverseny
| Hely | Csapat              | Idő          |
| ---- | ------------------- | ------------ |
| 1.   | Geox–TMC            | 254h 32' 28" |
| 2.   | Team Leopard–Trek   | + 10' 19"    |
| 3.   | Euskaltel–Euskadi   | + 16' 44"    |
| 4.   | Katyusa             | + 43' 18"    |
| 5.   | AG2R La Mondiale    | + 43' 27"    |
| 6.   | Rabobank            | + 54' 32"    |
| 7.   | Pro Team Astana     | + 58' 56"    |
| 8.   | Liquigas–Cannondale | + 1h 01' 51" |
| 9.   | Movistar Team       | + 1h 05' 11" |
| 10.  | Sky Procycling      | + 1h 09' 45" |

## Statisztika

### Szakaszgyőzelmek országonként
| Ország             | Győzelmek száma | Győztesek (győzelmeik száma)                                                                    |
| ------------------ | --------------- | ----------------------------------------------------------------------------------------------- |
| Spanyolország      | 6               | Joaquim Rodríguez (2), Juan José Cobo (1), Pablo Lastras (1), Daniel Moreno (1), Igor Antón (1) |
| Szlovákia          | 3               | Peter Sagan (3)                                                                                 |
| Németország        | 2               | Marcel Kittel (1), Tony Martin (1)                                                              |
| Olaszország        | 2               | Francesco Gavazzi (1), Daniele Bennati (1)                                                      |
| Argentína          | 1               | Juan José Haedo                                                                                 |
| Ausztrália         | 1               | Christopher Sutton                                                                              |
| Egyesült Királyság | 1               | Christopher Froome                                                                              |
| Észtország         | 1               | Rein Taaramäe                                                                                   |
| Franciaország      | 1               | David Moncoutie                                                                                 |
| Írország           | 1               | Daniel Martin                                                                                   |
| Svájc              | 1               | Michael Albasini                                                                                |

### Szakaszgyőzelmek csapatonként
| Csapat              | Győzelmek száma | Győztesek (győzelmeik száma)                   |
| ------------------- | --------------- | ---------------------------------------------- |
| Katyusa             | 3               | Joaquim Rodríguez (2), Daniel Moreno (1)       |
| Liquigas–Cannondale | 3               | Peter Sagan (3)                                |
| Cofidis             | 2               | David Moncoutie (1), Rein Taaramäe (1)         |
| HTC–Highroad        | 2               | Tony Martin (1), Michael Albasini (1)          |
| Sky Procycling      | 2               | Christopher Sutton (1), Christopher Froome (1) |
| Team Leopard–Trek   | 2               | csapatidőfutam, Daniele Bennati (1)            |
| Euskaltel-Euskadi   | 1               | Igor Antón                                     |
| Geox–TMC            | 1               | Juan José Cobo                                 |
| Lampre-ISD          | 1               | Francesco Gavazzi                              |
| Movistar Team       | 1               | Pablo Lastras                                  |
| Saxo Bank–SunGard   | 1               | Juan José Haedo                                |
| Skil–Shimano        | 1               | Marcel Kittel                                  |
| Team Garmin–Cervélo | 1               | Daniel Martin                                  |